# Olof Hansson (polisman)
Olof Hansson, född 3 juni 1854 i Rödeby socken, Blekinge län, död 28 juli 1913 i Söderhamn, var en svensk polisman.
Hansson antog som ung vaktkonstapeltjänst på Tjurkö tvångsarbetsanstalt, blev poliskonstapel i Söderhamns stad 1881 och var polisöverkonstapel där från 1883 till sin död. Han beskrevs som en nitisk och human polisman och tillförordnades vid flera tillfällen, under Uno Endersteins och senare Gustaf Jönsons frånvaro, som stadsfiskal.